# (16588) Джонги
(16588) Джонги (лат. Johngee) — астероид, относящийся к группе астероидов пересекающих орбиту Марса. Он был открыт 23 сентября 1992 года американским астрономом Элеанор Хелин в Паломарской обсерватории и назван в честь сотрудника Калифорнийского технологического института Джона Ги.

Орбита астероида Джонги и его положение в Солнечной системе